# Juan Atkins
Juan Atkins es un músico estadounidense de techno nacido el 9 de diciembre de 1962 en Detroit.

## Orígenes
Se le considera como el creador de la música techno, conociéndose su estilo como detroit techno, que es el tipo de techno original que surgió a comienzos de los años ochenta en el cual se inspiran las demás variantes de esta música. La generación de la que forma parte se ha denominado The Belleville Three, ya que tanto él como otros productores de la primera época del techno como Derrick May y Kevin Saunderson fueron educados en el instituto Belleville de Detroit. Los tres músicos, junto a otros productores como Eddie Fowlkes, sentaron las bases de este género musical. Se trata de un tipo de música que sintetiza la herencia funk afroamericana propia de Estados Unidos con la música electrónica europea hecha con sintetizadores de los años setenta.
Su música está fuertemente influida desde un punto de vista estético por planteamientos futuristas que beben tanto de la ciencia ficción como de la lectura de autores como Alvin Toffler, y especialmente el libro "La Tercera Ola". Nombres como Cybotron o Metroplex son tomados del mismo. Los tres de Belleville se autodenominaron asimismo "techno rebeldes", otro término tomado de la obra de Toffler.

## Cybotron
Atkins se asoció inicialmente con el veterano de Vietnam Rick Davis, formando un grupo llamado Cybotron. Las producciones bajo este seudónimo, aunque comienzan a marcar los inicios del techno, pueden catalogarse todavía como de música electro. El primer sencillo de Cybotron, "Alleys of Your Mind", fue autoeditado en 1981 en el sello Deep Space y vendió 15.000 copias solo en el área de Detroit. Gracias a la popularidad de este primer sencillo consiguieron un contrato con la casa Fantasy donde se publicó el álbum "Enter" en 1983. Hoy en día se considera a "Alleys of Your Mind" como el primer tema de techno de la historia, si bien existe un cierto debate entre los seguidores del estilo sobre si el primer tema de techno de la historia es este, o bien "Sharevari", del grupo A Number of Names.

## Model 500
El grupo Cybotron se disolvió en la segunda mitad de los años ochenta, supuestamente como consecuencia de las dificultades que Rick Davis tenía para superar su experiencia en la guerra. Juan Atkins continuó su carrera musical en solitario publicando bajo el seudónimo Model 500. Con este nombre grabó algunas de sus producciones más conocidas, temas clásicos que definen completamente el género como "No UFO's" (1985), "Night Drive (Thru-Babylon)", "The Chase" o "Future". Para poder publicar este material futurista y experimental, Juan Atkins creó en 1985 su propia plataforma, el sello discográfico Metroplex, en el que publicaría no sólo como Model 500 sino también bajo otros alias como Model 600 o Channel One.
Más adelante, Juan Atkins pasa a formar parte de la alianza creativa que se desarrollaría en los primeros años noventa entre la escena techno estadounidense y la alemana, denominada por la prensa especializada por el nombre de "Berlin & Detroit: a techno alliance". Esta conexión se ve reflejada en discos de Atkins como "Deep Space", publicadon en el sello belga R&S Records y que contó en su producción con la participación del productor alemán Moritz Von Oswald en las labores de ingeniero.

## Discografía
- Como Cybotron, con Rick Davis (1981 - 1983)
  - "Alleys of Your Mind" (1981), sencillo
  - "Cosmic Cars" (1982), sencillo
  - "Clear" (1982), sencillo
  - "Enter" (1983)
  - "Techno City" (1984), sencillo
  - "Clear" (1990), remasterizado digital reedición de Clear

- Como Model 500 (1985 - presente)
  - "No UFO's" (1985), sencillo
  - "Night Drive" (1985), sencillo (incluye "Time Space Transmat")
  - "Sonic Sunset" (1994)
  - "Deep Space" (1995)
  - "Classics" (1995)
  - "Mind And Body" (1999)
  - "Body and Soul" (1999)
  - "Starlight (Remixes)" (2007)

- Como Infiniti (1991 - 1995)
  - "Skynet" 1998
  - "The Infinit Collection" 1996

- Como Model 600 (2002)
  - "Update" 2002, sencillo

- Como Juan Atkins
  - The Berlin Sessions 2005